# 335. komunikacijsko poveljstvo (ZDA)
335. komunikacijska brigada (izvirno angleško 335th Signal Brigade) je bila komunikacijska brigada Kopenske vojske Združenih držav Amerike. Brigada je bila leta 1986 preoblikovana v 335. komunikacijsko poveljstvo.